# Carl Matthiessen
Carl Georg With Matthiessen, född den 4 september 1886 i Kristiania (nuvarande Oslo), död den 28 april 1951, var en norsk redare och direktör för det svenska Banan-Kompaniet. Han var son till företagaren Christian Matthiessen. Matthiessen flyttade som ung till Sverige, och grundade den 4 mars 1909 The Banana Company AB i Göteborg, som senare bytte namn till AB Banan-Kompaniet.
Han gifte sig 1925 med revystjärnan Lillie Ericson-Udde. Ericson hade tidigare haft en affär med Folke Bernadotte, och deras utomäktenskapliga dotter Jeanne, född 1921, adopterades av Matthiessen. De fick tre ytterligare barn tillsammans, två döttrar och en son.
Mellan 1933 och 1944 var Matthiessen ägare till Stensunds slott utanför Trosa.